# Сушак (Илирска Бистрица)
Сушак (словен. Sušak, итал. Sussa) је насељено место у општини Илирска Бистрица, Приморско-нотрањска регија, Словенија.

## Историја
До територијалне реорганизације у Словенији био је у саставу старе општине Илирска Бистрица.

## Становништво
У попису становништва из 2011. године, Сушак је имао 92 становника.
| Број становника према пописима | Број становника према пописима | Број становника према пописима |
| ------------------------------ | ------------------------------ | ------------------------------ |
| 1991                           | 2002                           | 2011                           |
| 74                             | 75                             | 92                             |

Напомена: Године 2018. промењена је граница и подручје насеља Сушак, што је последица усклађивања државне границе између Словеније и Хрватске.